# Shofirkon
Shofirkon (ouzbek : Shofirkon/Шофиркон, persan : شاپورکام, russe : Шафиркан) est une ville située dans le district de Shafirkon, dans la région de Boukhara, en république d'Ouzbékistan. La population de la ville était de 9 594 habitants en 1989 et de 14 000 habitants en 2016.

## Histoire
Les preuves archéologiques suggèrent que l'établissement sur le territoire de l'actuel Shafirkan a été fondé au début du Moyen Âge.
Selon l'historiographe persan Narchakhy, le fondateur de la ville était un prince sassanide nommé Shahpur, qui vivait au IIIe siècle de notre ère. Shahpur aurait eu une dispute avec son père, alors dirigeant de la Perse, et serait arrivé à Boukhara. Il aurait épousé la fille du dirigeant de Boukhara et aurait reçu en cadeau des terres dans la plaine inondable de la rivière Zeravchan. Shahpur aimait souvent chasser dans ces endroits, ce qu'il aimait beaucoup. Un canal fut creusé ici, appelé Shahpūrkām en persan (شاپورکام), ce qui signifie « Selon le désir de Shahpur » en persan. Une forteresse nommée Vardanzi fut construite, où Shahpur s'installa avec sa nombreuse suite en provenance de Perse. Par la suite, la forteresse devint le centre de l'État. Le nom Shā(h)pūrkām fut alors prononcé Shafurkam par les habitants locaux, puis évolua plus tard en Shofirkon.
L'importance de Shapūrkām en tant que centre de la région a augmenté après le déclin de l'ancienne cité de Vardanzi dans les années 1860.
En 1926, Shafirkan devint le centre de district de la région de Boukhara en Ouzbékistan.
Par la décision du Présidium du Comité exécutif central de l'URSS en date du 7 mars 1933 et la décision du Comité exécutif central de l'Ouzbékistan SSR en date du 3 novembre 1932, une décision a été prise de changer le nom du centre.
La ville dispose d'un collège professionnel pédagogique, d'un collège d'agriculture, d'un collège économique, etc.
Actuellement, Shafirkan est le centre du district dans la région de Boukhara en république d'Ouzbékistan. Des représentants de différentes nationalités y vivent : Ouzbeks, Tadjiks, Russes, Turkmènes, etc.